# カスタヴ
カスタヴ（クロアチア語:Kastav、イタリア語:Castua）はクロアチア・プリモリェ＝ゴルスキ・コタル郡にある小都市及び基礎自治体である。リエカの北西10km、オパティヤの北東5kmの場所に位置している。カスタブは小島状の標高378mの丘の上に築かれた都市で市自体の人口は2,037人、基礎自治体全体で8,891人である。旧市街、多くの公園や大きな森には、外国からの観光客やハイカーが集う。城壁で囲まれた町には13世紀までさかのぼる歴史を持つ教会があり、毎年夏には国際音楽祭が開かれている。
カスタヴは季節がはっきりしており、夏には37℃まで気温が上がる猛暑の日もある。夏の夕方のカスタヴの森は新鮮な空気のため、ウォーキングをする人やスポーツをする人で賑わっている。カスタヴはスポーツが盛んな地でもある。冬はクヴァルネル地方でも雪が多い地域の一つである。工業化は進んでおらず、カスタヴ市民の勤務地は近隣都市のリエカやオパティヤに集中しているが、自営の商店や会社を経営する人も多くいる。クヴァルネル湾の島々は風光明媚であり、カスタヴの不動産的価値は高い。また、欧州連合に加盟するスロベニアやイタリアに地理的に近いことから将来的に発展することが期待されている。

## ギャラリー

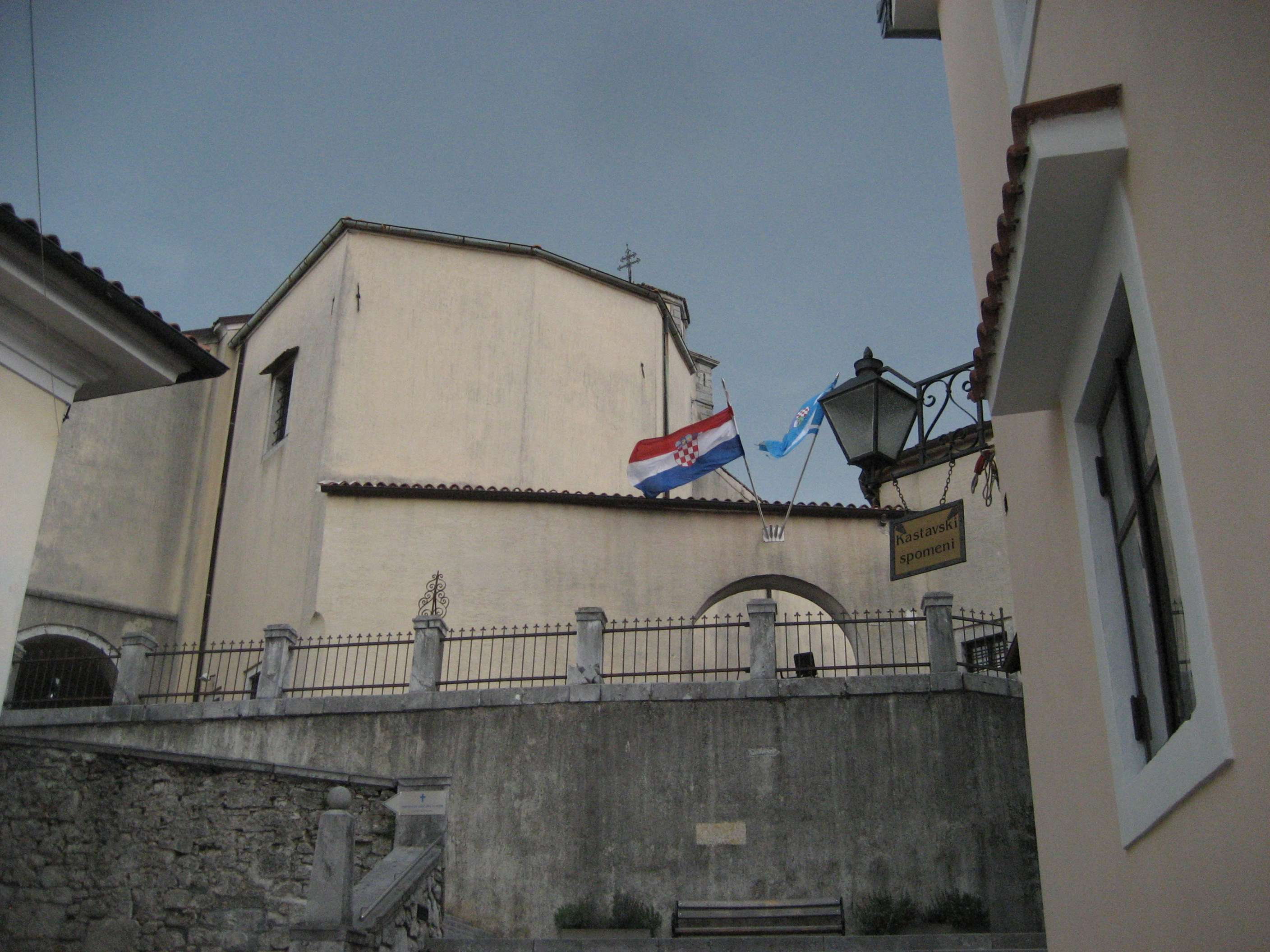
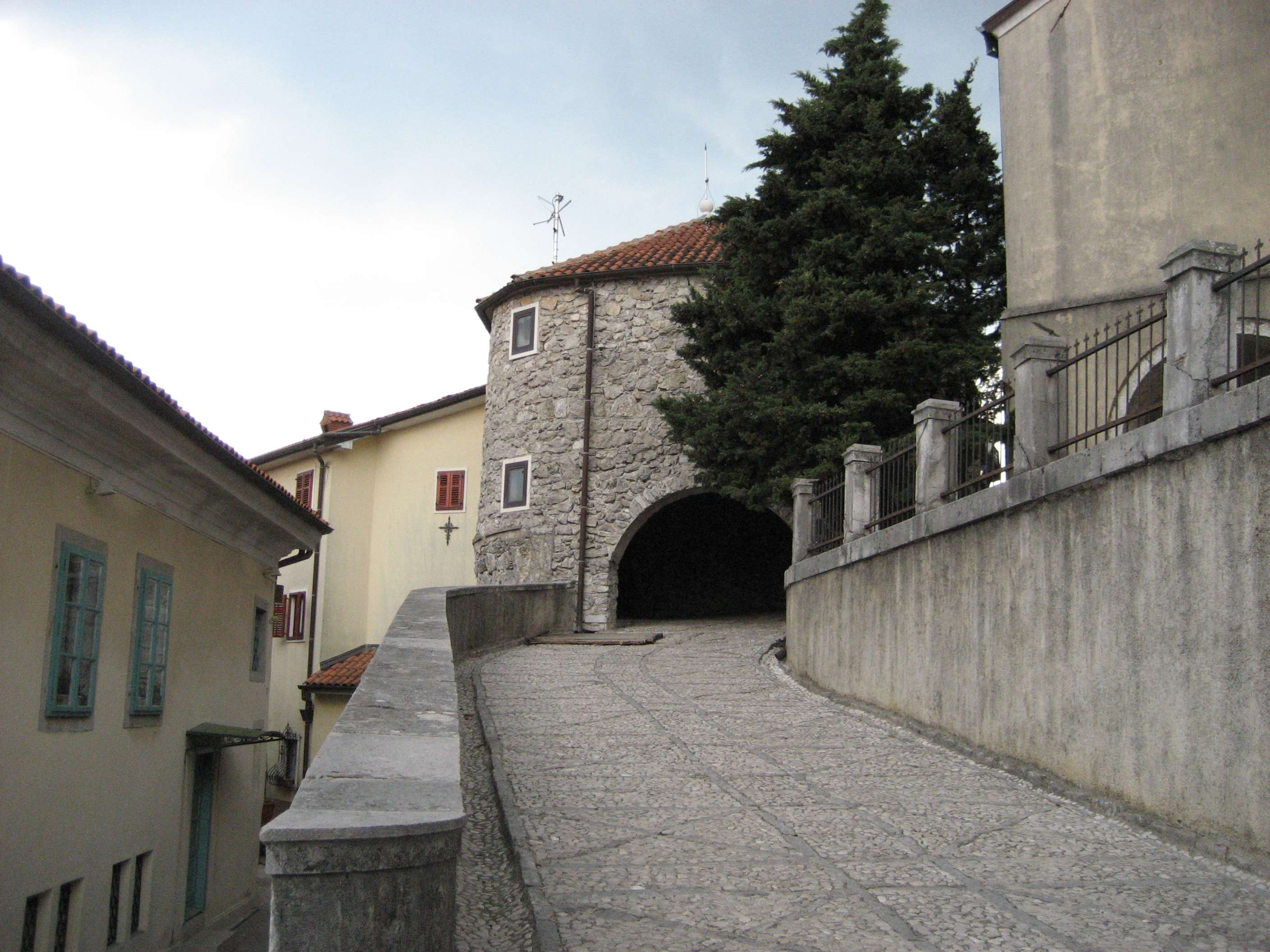
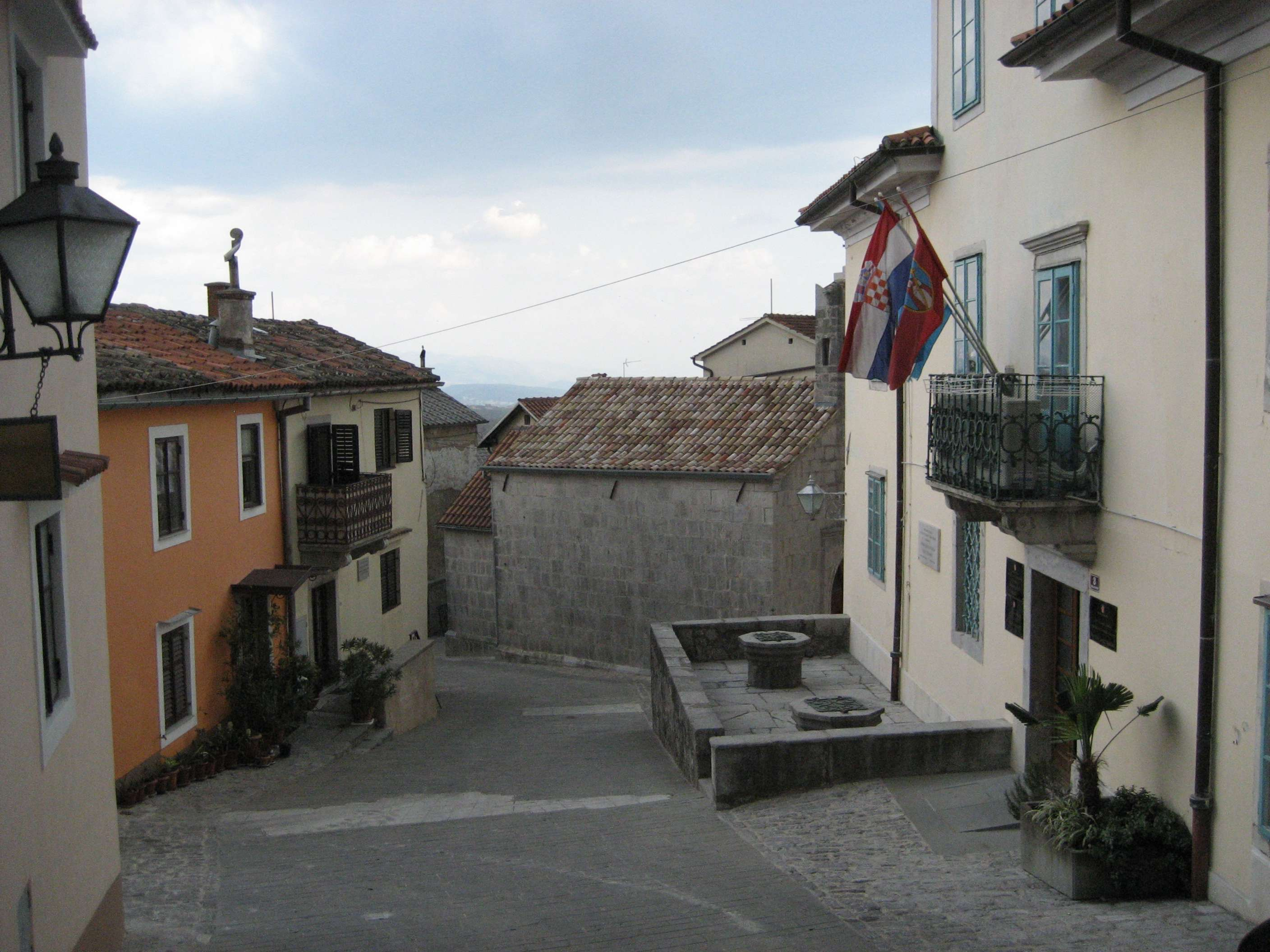
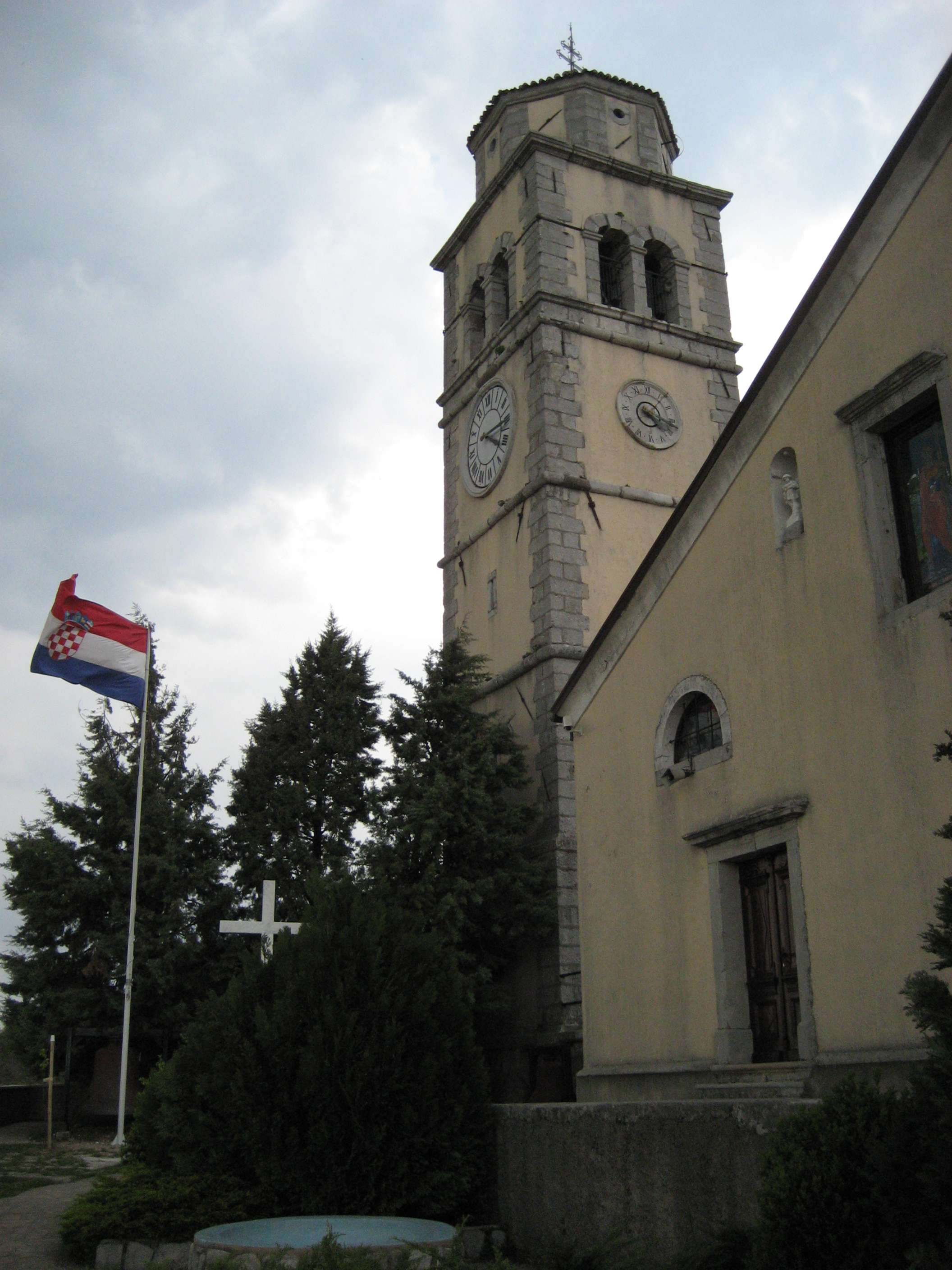
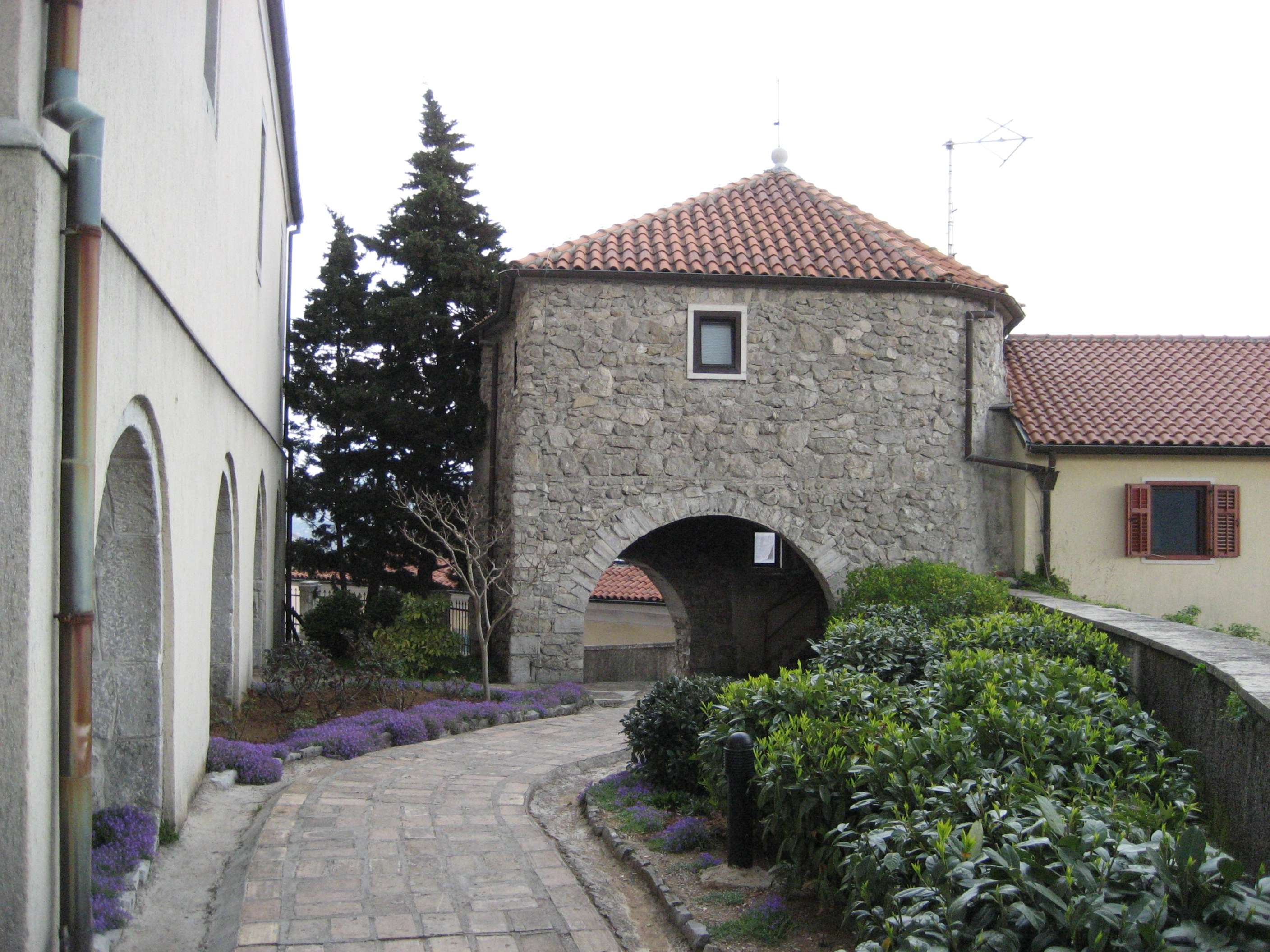
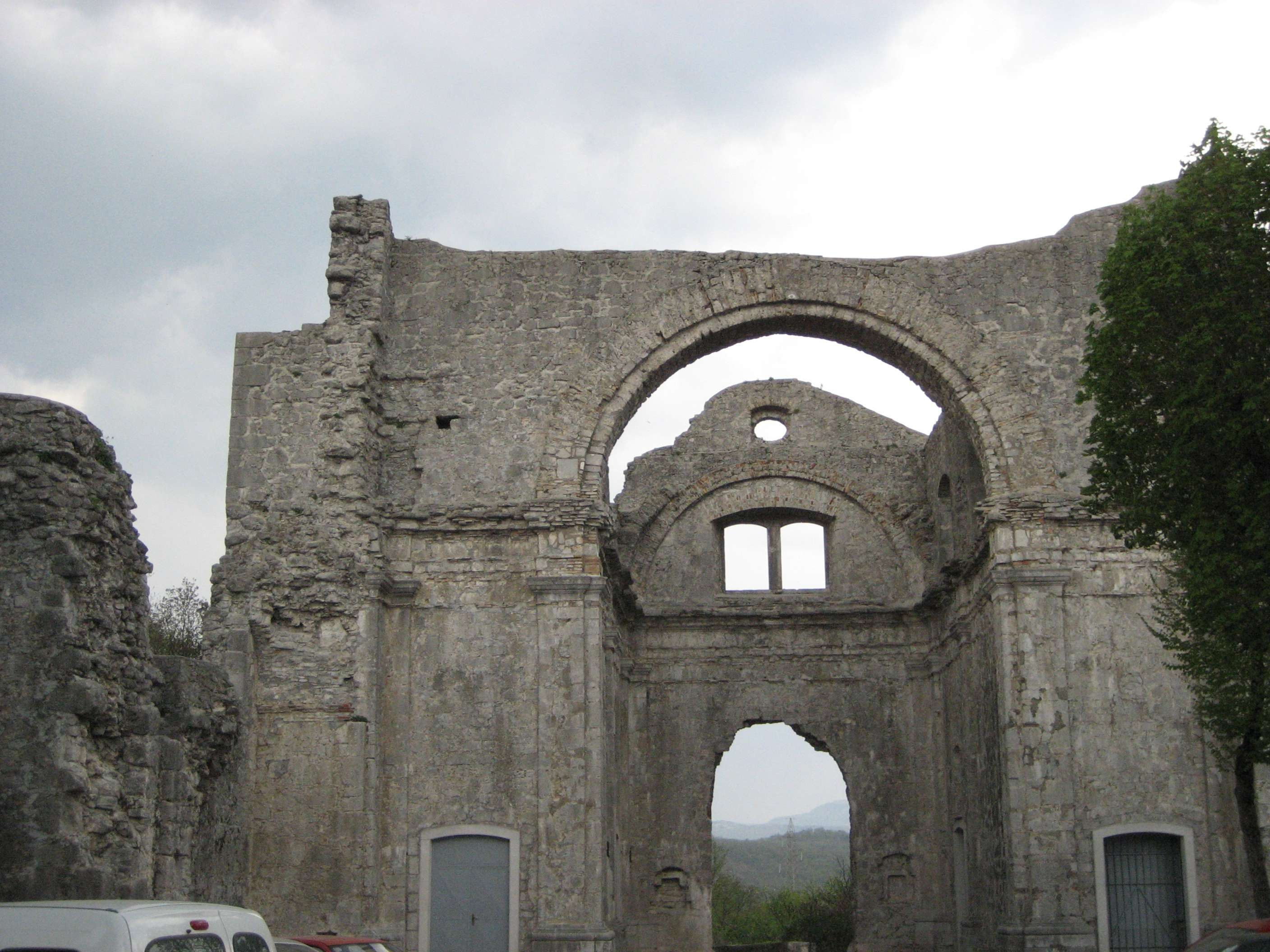